# 丹波明
丹波 明（たんば あきら、1932年12月5日 - 2023年4月14日）は、日本の現代音楽作曲家、音楽学者。丹波哲郎は従兄。クラシック音楽に能音楽を融合させた独自の作曲語法を確立した。

## 来歴・人物
神奈川県横浜市出身。東京芸術大学音楽学部作曲科を卒業後、1960年にフランス政府給費留学生として渡仏して以来、フランスに在住。
渡仏後、パリ高等音楽院に入学し、オリヴィエ・メシアン、トニー・オーバンに師事。1963年にパリ音楽院卒業後、1964年から3年間、フランス国立放送研究所にてミュージック・コンクレートを研究。1968年よりフランス国立科学研究センターに入り、1998年から主任研究員。パリ大学で教えていた。
1971年、日本の能の音楽の研究によって、パリ第4大学（ソルボンヌ大学）より音楽博士号。1984年、日本音楽の理論の研究により、同大学よりフランス国家博士号。
2023年4月14日、フランスで死去。90歳没。

## 主要作品
- 邦楽器のための「音の干渉」シリーズ（8曲）。
- ピアノとオーケストラのための「曼荼羅」
- チェロ協奏曲「オリオン」
- 弦楽四重奏とポテンションメーターのための「タタター（真如）」
- 第1、第2ヴァイオリン協奏曲
- 電気楽器のための「乱流」
- フルートと弦楽オーケストラのための室内協奏曲

## 著書
- 『創意と創造』音楽之友社、1972年 - 絶版
- 『「序破急」という美学』音楽之友社、2004年、ISBN 4276133084